# Grotta dell'Arco
Grotta dell' Arco je velika, plitka špilja na otoku Capri u Italiji. Okrenuta je prema istoku, a nalazi se oko 240 m nadmorske visine, ispod litica koje se nalaze jugoistočno od Castello Barbarossa. Špilja je visoka oko 26 m, a možda je nastala usljed velikog odrona koji se dogodio istočno od Monte Solaro.